# Diaphorus serenus
Diaphorus serenus är en tvåvingeart som beskrevs av Becker 1922. Diaphorus serenus ingår i släktet Diaphorus och familjen styltflugor. Inga underarter finns listade i Catalogue of Life.